# Klub Sportowy 3 Pułku Artylerii Ciężkiej w Wilnie (wioślarstwo)
Sekcja Wioślarska Klubu Sportowego 3 Pułku Artylerii Ciężkiej w Wilnie – sekcja wioślarska nieistniejącego w chwili obecnej klubu, założonego w 3 Pułku Artylerii Ciężkiej w Wilnie w roku 1923.

## Historia klubu
Sekcja wioślarska klubu istniejącego przy jednostce wojskowej została utworzona w roku 1923 przez dowództwo rodzimego pułku. Twórcy klubu realizowali wprowadzany od 1921 roku w polskiej armii plan usportowienia żołnierzy. Był to trzeci w Wilnie wojskowy klub wioślarski – po WKS „Pogoń” Wilno oraz KS 3 Pułku Saperów Wileńskich. Klub był członkiem Polskiego Związku Towarzystw Wioślarskich.
Członkami klubu byli głównie oficerowie i podoficerowie wojska. Niezbędną dla wioślarza umiejętność pływania żołnierze szkolili na posiadanym przez 3 P.A.C. basenie. Finansowanie pochodziło z resortu wojskowego. Kres działalności klubu położyła likwidacja w czerwcu 1933 wszystkich wojskowych klubów Wilna i stworzenie w ich miejscu Wojskowego Klubu Sportowego „Śmigły” Wilno.

## Wyniki sportowe
Sekcja wioślarska 3 Pułku Artylerii Ciężkiej nie startowała często na zawodach organizowanych przez Polski Związek Towarzystw Wioślarskich. W prowadzonych od 1925 roku tabelach punktacji klubowej PZTW za poszczególne lata sklasyfikowana została jedynie w roku 1932 – zajęła 23 miejsce na 27 sklasyfikowanych klubów.